# Río Corintos
El río Corintos (en galés Aber Gyrants) es un río que se encuentra en la provincia del Chubut en la Patagonia, República Argentina. Atraviesa el Valle 16 de Octubre, al sur de la ciudad de Trevelin, (uno de los sitios de la Colonización galesa) y es afluente del río Futaleufú.
El río le da el nombre a la Escuela Nacional N.º 18 de Río Corintos, sitio histórico porque fue —durante algunos años— la escuela nacional más austral de ese país, oficializada en 1895, y también el lugar en donde el 30 de abril de 1902 los colonos del valle decidieron a través de un plebiscito, seguir formando parte de la Argentina.

## Recorrido
Nace entre la loma Grasa y el cordón Esquel, al sudeste del valle 16 de Octubre. Recibe las aguas de la laguna Cronómetro, se tuerce hacia el noroeste y recibe las aguas del arroyo Nahuel Pan y un efluente del Lago Rosario. En ese tramo, el valle es pequeño y el río es sinuoso.
Desde el norte recibe las aguas del Río Percey. Luego, su valle (que es amplio y se realizan actividades agrícolas) tiene dirección norte - sur y recibe el aporte de los arroyos provenientes de los cordones Esquel y Rivadavia Horquetas, y de los cerros La Parva y Negro, entre ellos el arroyo Esquel y el río Nant y Fall. Aquí, el río es meandriforme.
Finalmente, desemboca en el río Futaleufú, en las cercanías de Aldea Escolar y del límite con el parque nacional Los Alerces, en un valle muy amplio correspondiente al antiguo lecho del lago 16 de Octubre, donde se realizan actividades agrícolas.